# انتخابات الرئاسة الأرجنتينية 1995
انتخابات الرئاسة الأرجنتينية 1995 هي الانتخابات الرئاسية التي جرت في 1995، فاز بالانتخابات كارلوس منعم.